# جفيروتوكسين
جفيروتوكسين هو منتج طبيعي ينشأ من الضفدع الاستوائي الكولومبي (Dendrobates histrionicus)، وهو عضو في فئة المركبات المعروفة باسم السموم الهستريونية، تم عزل إفراز الجلد القلوي هذا لأول مرة من الضفدع الاستوائي في عام 1977 بواسطة دالي وزملائه العاملين.

## الاستخدامات البيولوجية
هذا المركب مادة كيميائية غير سامة نسبيًا. في البداية أظهر نشاطًا كمضاد مسكاريني طفيف، لكن مع الدراسات الحديثة أظهر أنشطة عصبية أخرى مثيرة للاهتمام. بسبب هذه الأنشطة الجديدة، ترغب العديد من المعامل في إجراء أبحاث مستقبلية حول هذا الموضوع. نظرًا لهذا الطلب وندرة ونقص وفرة ضفدع الشجرة، فإن تركيب هذا المنتج له أهمية كبيرة.